# The Astro-Zombies
The Astro-Zombies is een Amerikaanse sciencefiction/horrorfilm uit 1968, geregisseerd door Ted V. Mikels. De hoofdrollen worden vertolkt door John Carradine, Wendell Corey en Tura Satana.

## Verhaal
Nadat hij door het ruimtevaartagentschap is ontslagen, creëert een ontevreden wetenschapper bovenmenselijke monsters uit de lichaamsdelen van moordslachtoffers. De wezens ontsnappen en gaan op moordtocht, waarmee ze de aandacht trekken van zowel een internationale spionagegroep als de CIA.

## Cast
| Acteur         | Personage                         |
| -------------- | --------------------------------- |
| Wendell Corey  | Holman                            |
| John Carradine | Dr. DeMarco                       |
| Tom Pace       | Eric Porter                       |
| Joan Patrick   | Janine Norwalk                    |
| Tura Satana    | Satana                            |
| Rafael Campos  | Juan                              |
| Joseph Hoover  | Chuck Edwards                     |
| Victor Izay    | Dr. Petrovich                     |
| William Bagdad | Franchot                          |
| Vincent Barbi  | Tyros                             |
| Vic Lance      | the chauffeur                     |
| Egon Sirany    | Sergio Demozhenin                 |
| Rod Wilmoth    | Astro-Zombie #1 / Astro Zombie #2 |

## Productie
The Astro-Zombies was een lowbudgetfilm die slechts $37.000 had gekost, waarvan dan nog $3.000 werd gebruikt om Carradine te betalen. De film zou Mikels' laatste samenwerking zijn met Wayne Rogers, die ook de film meeschreef en produceerde. Scènes werden opgenomen in de woning van Peter Falk, een vriend van Rogers, die een cameo zou krijgen die Mikels schrapte omdat het "te grappig" was. Door het krappe budget kon Mikels maar voor twee weken een filmcrew betalen en moest hij de helft van de film eigenhandig opnemen.

## Release en ontvangst
De film werd uitgebracht in mei 1968 en de recensies waren vernietigend. Variety schreef: "Er valt bijna niets goeds te zeggen over deze horrorfilm... De sciencefictionaspecten boeien niet en de spanning shockeert niet". Auteur en filmcriticus Leonard Maltin gaf de film de laagst mogelijke beoordeling van "Bomb" en noemde hem "alweer een nominatie voor slechtste film aller tijden". Op zijn website Fantastic Movie Musings and Ramblings noemde Dave Sindelar de film "ellendig" en bekritiseerde hij de rommelige verhaallijn en de "praatzieke/saaie" scènes.

## Vervolgen
Bijna 40 jaar na de release van de film zou Mikels drie lowbudget sequels regisseren, te beginnen met Mark of the Astro-Zombies uit 2004, Astro-Zombies M3: Cloned uit 2010 en Astro-Zombies M4: Invaders from Cyberspace uit 2012. Tura Satana keerde terug voor de tweede en derde film, waarna ze in 2011 overleed.